# Articolo 31
Articolo 31 est un ancien groupe de hip-hop italien, originaire de Milan, en Lombardie. Il était formé du chanteur J-Ax et de DJ Jad.  Le nom Articolo 31 renvoie à l'article 31, une loi sur la radiodiffusion irlandaise disant que seuls les partis politiques autorisés par le gouvernement ont le droit de parler à la télévision.
Le groupe a obtenu un succès considérable en Italie et à l'étranger, en particulier dans les années 1990. En 1994, ils fondent le Spaghetti Funk, et publient dans les années 2000 l'album  Greatest Hits, qui se tourne vers la musique pop mélodique. Formé en 1990, Articolo 31 compte huit albums entre 1993 et 2005.
En 2006, après neuf albums, le duo annonce une « pause » au cours de laquelle ses membres se lancent en solo. J-Ax publie son premier album solo intitulé Di sana pianta. DJ Jad enregistre Milano - New York, qui contient des chansons aux sonorités hip-hop afro-américain ; après un voyage aux États-Unis, il publie le 29 janvier 2010 un nouvel album de hip-hop intitulé Il sarto.
En 2022, le groupe se reforme et reprend son activité. Leur participation est annoncée au Festival de la chanson italienne de SanRemo en février 2023.

## Biographie

### Débuts
En 1990, Articolo 31 publie sur vinyle, Strade di città, son premier titre, qui sera ensuite ajouté sur CD à l'album du même nom, trois ans plus tard. Avec cet album, ils signent le premier succès du rap italien. En 1994 avec Messa di vespiri ils rentrent déjà dans la légende en propulsant le hip-hop italien sur la scène internationale. Ils sont désormais considérés comme les meilleurs rappeurs italiens. En 1994 toujours, ils fondent la Spaghetti Funk, avec l'écrivain Raptuz TDK. La Spaghetti Funk regroupe plusieurs musiciens italiens, dont Space One, les Gemelli Diversi ou encore The Styles.
En 1995, ils reçoivent leur première récompense, « disque de l'été » avec le titre Ohi Maria. En 1996 avec Cosi com'è Articolo 31 se fait une place sur la scène musicale italienne. En 1996, DJ Gruff, dans la chanson 1 vs 2, incluse dans l'album du beatmaker Fritz da Cat, insulte Articolo 31,. Les avocats de J-Ax et DJ Jad obtiennent le retrait de l'album et sa réédition sans cette diss song. À cette période, J-Ax et DJ Jad participent fréquemment à l'émission One Two One Two diffusée sur Radio Deejay. En 1997, ils participent au Festivalbar et sont suivis par plus de 300 000 personnes à Naples. Cette année-là, leurs albums sortent en Allemagne et en Suisse avec un certain succès.
Au printemps 1998, le groupe publie son quatrième album, Nessuno, précédé par le single La fidanzata dont le thème s'inspire du refrain de la chanson Mamma voglio anch'io la fidanzata de Natalino Otto. Il reprend la chanson Like A Rolling Stone de Bob Dylan en italien : Come una pietra scalciata. Ce morceau, qui sample des extraits de la chanson originale et où on entend donc la voix de Dylan, figure dans la bande-son du film Masked and Anonymous de Larry Charles, dans lequel Dylan tient le rôle principal. Parmi les pistes sont présentes Uno su mille, tirée de la célèbre chanson de Gianni Morandi Come uno su mille, et Aria, reprise de Nell'aria, une chanson de Marcella Bella. En 1998, Articolo 31 commence à collaborer avec Lele Fountain.

### Nouveau genre
En 1999, ils sortent Xchè sì. C'est le début des mélanges musicaux. Mélange de pop/rock, de funk et hip-hop. Kurtis Blow, légende du rap américain collabore avec eux pour le titre Xchè sì. À noter également un featuring avec Carmelo Saez Mendoza pour Guapa Loca. Ils collaborent avec d'autres chanteurs tels que Mia cooper, Space One ou encore les Gemelli diversi sur cet album.
Pour fêter leurs 10 ans, ils sortent Greatest Hits en 2000 regroupant leurs plus grands succès ainsi qu'un film, Senza Filtro. Greatest Hits contient la chanson inédite Volume, et quelques singles y compris les peus connus È Natale (Ma io non ci sto dentro) et Così mi tieni. La même année, ils jouent dans un concert qu'ils définissent comme le plus important de leur carrière à la prison San Vittore de Milan.
En 2002 l'album Domani Smetto marque un tournant pour le groupe : J-Ax s'essaye, avec succès, à de nouveaux styles musicaux : ainsi certains titres sont interprétés avec des thèmes de ska, de rock et de punk. En 2004, ce tournant est récompensé avec Italiano Medio, le groupe remporte le MTV Europe Music Award dans la catégorie « Meilleure musique italienne ». Cette même année, ils partent en tournée et sorte un DVD de cette tournée, La riconquista del forum.

### Pause
Si le groupe continue de monter sur scène en 2005, notamment au Festival Gaber où ils interprètent des remix de Io non mi sento italiano de Giorgio Gaber ou encore L’avvelanata de Guccini, ils ne sortiront plus d'album. Alors qu'ils commencent à enregistrer un nouvel album, ils décident de se séparer : DJ Jad est en manque de vrai hip-hop et décide de partir faire un voyage aux États-Unis. Les deux artistes indiquent par ailleurs que cette séparation n'était qu'une pause, qu'ils referont des albums mais pas avant l'anniversaire des 20 ans du groupe.
DJ Jad publiera un album en solo aux États-Unis, Milano-New York et un second, Il Sarto avec notamment la participation de Sud Sound System et de Cor Veleno. J-Ax a quant à lui sorti trois albums, Di sana pianta, Rap'N'Roll et Deca Dance. En 2007, le groupe se réunit pour le MTV Day en Italie. Le groupe laisse que très peu d'espoir sur une éventuelle réunion.

## Thèmes
Articolo 31 reprend les thèmes principaux de la pop, à savoir la fête et l'amour. À cela, il faut ajouter un caractère politico-social comme annoncé par le nom du groupe ainsi que décalé. De nombreuses chansons ont donc un esprit de dénonciation de la société. Par exemple, l'album Xchè sì est une satire de la télévision. Les titres à caractère politique les plus connus des Articolo sont Italiano Medio, Sputate al re, Barbecue et Soldi, soldi, soldi mais la plupart des chansons, même les plus légères font, à un moment ou un autre, passer un message. Les deux milanais font également dans la provocation comme avec Ohi Maria, véritable déclaration d'amour à la marijuana.

## Discographie

### Albums studio
- 1993 : Strade di città
- 1994 : Messa di vespiri
- 1996 : Così com'è
- 1998 : Nessuno
- 1999 : Xché sì
- 2000 : Greatest Hits
- 2002 : Domani smetto
- 2003 : Italiano medio
- 2004 : La riconquista del forum

### Singles
- 1993 : Nato Per Rappare
- 1993 : Tocca Qui
- 1994 : Mr. gilet di pelle
- 1995 : Ohi Maria
- 1995 : Un'Altra Cosa Che Ho Perso
- 1995 : Voglio Una Lurida
- 1996 :  Tranqi Funky
- 1996 : 2030
- 1996 : Domani
- 1996 : Il funkytarro
- 1996 : Così e cosà
- 1997 : La fidanzata
- 1998 : La Rinascita
- 1998 : Vai Bello
- 1999 : Senza Regole
- 1999 : Tu mi fai cantare
- 1999 : Guapa Loca
- 2000 : Volume
- 2002 : Domani smetto
- 2002 : Spirale ovale
- 2002 : Non è un film
- 2002 : Pere
- 2003 : La mia ragazza mena
- 2004 : Italiano medio
- 2004 : Senza dubbio
- 2004 : I Consigli Di Un Pirla
- 2004 : Bestie Mutanti
- 2005 : Nato Sbagliato

## Film
- 2001 : Senza Filtro